# Carta Régia de 1701
Carta Régia de 1701 foi um decreto da Coroa Portuguesa que proibia a criação de gado a menos de 10 léguas do litoral da costa do Brasil.